# The White Crow
The White Crow je britsko-francouzský hraný film z roku 2018, který režíroval Ralph Fiennes podle románu Rudolf Nureyev: The Life Julie Kavanagh. Film zachycuje osudy ruského tanečníka Rudolfa Nurejeva, který během svého zájezdu do Paříže emigroval. Snímek měl světovou premiéru na Telluride Film Festival 31. srpna 2018. V ČR byl uveden v roce 2019 na filmovém festivalu Febiofest pod názvem Bílá vrána.

## Děj
V roce 1961 odjíždí Kirovova baletní skupina s Rudolfem Nurejevem na hostování do Paříže, doprovázená členy KGB, kteří tanečníky hlídají a omezují jejich kontakty s cizinci na minimum. Nicméně hned po ubytování na Place de la République se Nurejev rozhodne projít se po městě. V Palais Garnier se večer koná francouzská premiéra baletu La Bayadère. Večer se koná společenský večer, na kterém se Nurejev seznámí s tanečníkem Pierrem Lacottem a Clarou, která byla zasnoubená se synem ministra kultury Andrého Malrauxe. Tráví s nimi svůj volný čas. Když soubor pokračuje do Londýna, Nurejev se na letišti Le Bourget dovídá, že on jediný se vrátí do Moskvy. Nurejev se obává konce své taneční kariéry a přímo na letišti s pomocí Clary uteče a požádá o politický azyl.
Film není vyprávěn chronologicky, ale je prokládán zpětnými pohledy do Nurejevova života od jeho narození, přes dětství, jeho příchod do Leningradu a spolupráci s jeho mentorem Alexandrem Puškinem až po jeho úspěchy.

## Obsazení
| Oleg Ivenko                 | Rudolf Nurejev             |
| Ralph Fiennes               | Alexandr Ivanovič Puškin   |
| Sergej Vladimirovič Polunin | Juri Vladimirovič Soloviev |
| Adèle Exarchopoulos         | Clara Saint                |
| Louis Hofmann               | Teja Kremke                |
| Olivier Rabourdin           | Gregory Alexinsky          |
| Raphaël Personnaz           | Pierre Lacotte             |
| Zach Avery                  | Michael Jones              |
| Yves Heck                   | Jagaud-Lachaume            |
| Čulpan Chamatovová          | Xenia                      |